# Prisaca, Vrancea
Prisaca este un sat în comuna Valea Sării din județul Vrancea, Moldova, România. Se află în partea centrală a județului, în Subcarpații de Curbură, pe malul stâng al Putnei. La recensământul din 2002 avea o populație de 214 locuitori. Biserica ortodoxă cu hramul Sf. Nicolae a fost ridicată din lemn în secolul al XVIII-lea și are statut de monument istoric (cod:  VN-II-m-A-06554). Punct de acces spre rezervația naturală Pârâul Bozu.